# Andreas Acoluthus

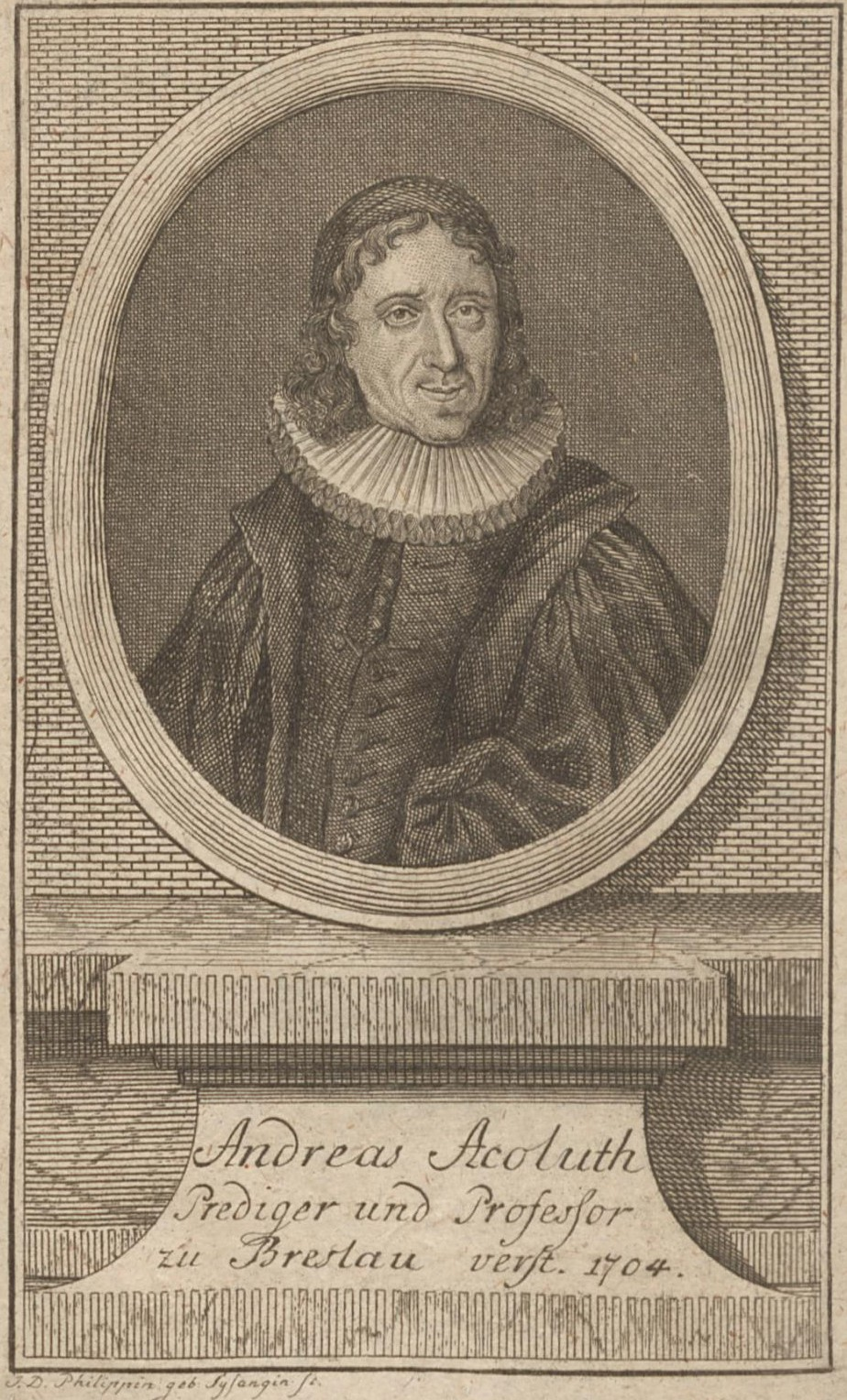
Porträt des Andreas Acoluthus (1654–1704) von Johanna Dorothea Sysang

Andreas Acoluthus (* 16. März 1654 in Bernstadt; † 4. November 1704 in Breslau) war ein deutscher Orientalist und Sprachforscher.

## Leben
Acoluthus war ein Sohn des Johannes Acoluthus, Pfarrer der St. Elisabeth-Kirche und Inspektor der Breslauer Kirchen und Schulen. Er besuchte das Breslauer Elisabeth-Gymnasium, wo er unter anderem von August Pfeiffer, dem späteren Superintendenten von Lübeck, in orientalischen Sprachen wie Hebräisch, Syrisch, Chaldäisch, Arabisch, Persisch und Äthiopisch unterrichtet wurde. Später konnte er das erworbene Wissen mit den Sprachen Mauretanisch, Türkisch, Koptisch, Armenisch und Chinesisch verbinden.
1674 schrieb er sich an der Universität Wittenberg ein und setzte seine Studien an der Universität Leipzig fort, wo er den akademischen Magistergrad erwarb und privat Vorlesungen hielt. 1680 erschien sein Werk des Propheten Obadja mit armenischen Observationen als erster armenische Druck in Deutschland. 1682 erschien das Traktat De aquis amaris. Anschließend erhielt er einen Lehrstuhl in Leipzig und wurde dort Professor. Schon im Folgejahr kehrte er nach Breslau zurück und trat in den Kirchendienst ein. 1689 wurde er zum Professor der hebräischen Sprache am Elisabeth-Gymnasium berufen und wurde 1690s Senior an der Bernhardinkirche.
Er schrieb neben seiner Neubearbeitung des Korans an einem Werk mit dem Titel Lingua et sapientia Aegyptiaca, ex Armeniorum potissimum lingua restituta seu Phosphorus scientiarum, in dem er nachweisen wollte, dass die armenische Sprache aus der alten ägyptischen abstamme. Er verwendete sehr viel Zeit für diese Arbeit, die er jedoch nie vollendete.

## Koranbearbeitung
Als Kenner der orientalischen Sprachen wurde Acoluthu mit der Aufgabe betraut eine arabische Handschrift des Korans mit persischer und türkischer Übersetzung zu bearbeiten. Er bekam die Möglichkeit zu eingehenden Studien durch eine aus türkischem Besitze erbeutete Handschrift, durch die er zu einer Übersetzung angeregt wurde. Da der Koran damals in Deutschland weitgehend unbekannt war, eine 1530 in Venedig erschienene arabische Ausgabe hatte der Papst verbrennen lassen, beschloss er daraufhin die ihm überlassene dreisprachige Handschrift durch eine lateinische Übersetzung zu ergänzen und zu veröffentlichen. Sein Plan fand die Zustimmung der Wittenberger und Leipziger Theologen. Als er sich 1696 in Berlin befand, informierte er Ezechiel Spanheim, Paul von Fuchs und Lorenz Beger über sein Vorhaben und gab an, dass er die neue Ausgabe viel besser und vollkommener gestalten könnte, wenn er die Möglichkeit bekäme, zwei orientalische Handschriften, die sich im Besitz der königlichen Bibliothek befanden, auszuleihen. Zugleich stellte er ein Gesuch, dass man ihn in dieser Zeit von seinen Pflichten als Prediger befreien sollte. Die drei Herren zeigten großes Interesse an diesem Vorhaben und empfahlen Acoluthus beim Kurfürsten Friedrich III. vorzusprechen. Um diesem seine Fähigkeiten und Kenntnisse der Sprachen zu demonstrieren, überreichte er einige „specimina Arabica, Persica und Turcica“ und weitere Proben. Der Kurfürst, der als Förderer der Wissenschaften galt, unterstützte ihn und ließ im fortan eine jährliche Pension zukommen. Zudem wurde es ihm durch einen Königlichen Befehl vom 4. November 1701 erlaubt, zwei türkische Manuskripte auszuleihen und mit nach Breslau zu nehmen.
Als ihm der Lehrstuhl für orientalische Sprachen in Halle angeboten wurde, lehnte Acoluthus diese Stellung ab, weil sie ihm zu weit von der „trefflichen Königl. Bibliothek zu Berlin entfernt wäre, deren Gebrauch er sich zu seinen mancherley guten Entwürfen in der Nähe wünschte“. Später sollte er an das Stift Magdeburg berufen werden, was jedoch „von einigen Gottesgelehrten hintertrieben“ wurde. Im Jahr 1701 übermittelte er dem neuen König von Preußen anlässlich seiner Krönung in einer besonderen Schrift seine Glückwünsche. Der König ernannte ihn noch im selben Jahr auf Grund des von ihm verfassten Specimen Alcorani quadrilinguis zum Mitglied der neu gegründeten Königlich-Preußische Akademie der Wissenschaften.

## Familie
Acoluthus hatte mehrere Kinder:
- Johann Karl Acoluthus, der jüngste seiner Söhne, war Ratsherr und Schulpräses in Breslau, er wurde am 14. Februar 1713 von Karl VI. unter dem Namen „von Folgersberg“ geadelt.[5]
  - Carolina Eleonora von Folgersberg († 25. September 1755).

Johann Acoluth (21. August 1658–17. Oktober 1696), ein Mediziner, war sein jüngerer Bruder.

## Werke
- Աբդիաս հայերէն. Id est: Obadias Armenus, quo, cum analysi vocum Armenicarum grammatica, & collatione versionis Armenicae cum fontibus, aliisque, maximam partem Orientalibus versionibus exhibetur. Primum in Germania specimen characterum Armenicorum in celeberrima academia Lipsiensi procuratorum. Leipzig 1680 (Digitalisat)
- De מי המרים המאררים: sive aquis amaris maledictionem inferentibus, vulgo dictis zelotypiae, et Num. V. V. II. usque ad finem cap. descriptis, ex Anatolica antiquitate, hoc est: ... erutum ... philologema. Leipzig 1682 (Digitalisat)
- Τετραπλα Alcoranica, sive specimen Alcorani quadrilinguis, Arabici, Persici, Turcici, Latini. Berlin 1701 (Digitalisat)

Handschriften:
- Phraseologia Hebraica. SLUB Dresden, Mscr.Dresd.Ea.195 (Digitalisat)